# Парк 30-летия Победы (Донецк)
Парк 30-летия Победы основан ветеранами Великой Отечественной войны 5 апреля 1975 года в Калининском районе города Донецка, Украинская ССР. В 1996 году переименован городским советом в «Сквер у Дворца пионеров». После реконструкции открыт 23 августа 2013 года. Площадь реконструированной территории составляет 7180 м². На территории парка расположена аллея, оборудованы спортивные и детские игровые площадки, а также первая в городе велосипедная дорожка.
Также на территории находятся авторские работы русских и украинских скульпторов на темы древнеславянских обычаев — «Берегиня», «Леда и Лебедь», «Степнянка» и мотивов Древней Греции — «Геракл», «Ход конём», «Одиссей».
Перед двумя входами в парк с бульвара Шевченко находятся две скульптурные композиции донецкого скульптора Георгия Беро — «Семья» и «Древо желаний».